# Genius of Modern Music : Vol. 1 & 2
Albums de Thelonious Monk
Genius of Modern Music, Vol. One
(1952) Thelonious Monk Trio
(1954)
Genius of Modern Music, Vol. One & Two, sont une série de disques du pianiste américain de jazz Thelonious Monk, premiers enregistrement du musiciens sous son nom publiés par Blue Note Records en 1951 et 1952.

## À propos
« Parce que tout est déjà là, muri, pensé, fignolé. Du trois minutes trente pur génie. On n'en connait pas beaucoup, des gars qui arrivent tout cuits. Il y a toujours des périodes de formation, où l'on devine le grand artiste sous des balbutiements encore désordonnés. […] Mais Thelonious Monk, c'est tout le contraire. Quand il arrive avec ses petits tableaux, il n'y a plus qu'à planter les clous pour les accrocher au mur. Tout du bon. Il faut dire aussi que le fait de commencer à enregistrer aussi tard dans sa vie a permis au pianiste de murir dans son coin sans que personne, à part les initiés, ne remarque quoi que ce soit. Mais le plus important dans ces enregistrements est sans doute qu'il s'impose tout de suite, impérial, dans la catégorie compositeur. En proposant des formations variables, trio, quintet, sextet, il exhibe dans chacun de ces orchestres la vitalité de son génie. »

— Laurent de Wilde, Monk, 1996.
Ces albums ont une importante valeur historique : on y trouve de nombreux premiers enregistrements par Monk de certaines de ses compositions qui deviendront des standards par la suite, comme Well, You Needn't, In Walked Bud ou 'Round Midnight,,.
Les morceaux sont généralement courts, autour de trois minutes : « un bijou de mélodie angulaire, suivie par des solos courts et fulgurants, et puis c'est parti pour le morceau suivant ». Bien qu'il s'agisse du premier album de Monk en tant que leader, tous les éléments de son style sont déjà présents : « jeu cubiste, décrochages déroutants, déconstruction mélodique, sens inédit du rythme, compositions géniales ». Le pianiste est alors âgé de 30 ans, et joue depuis longtemps en club sans avoir enregistré.

### Enregistrement

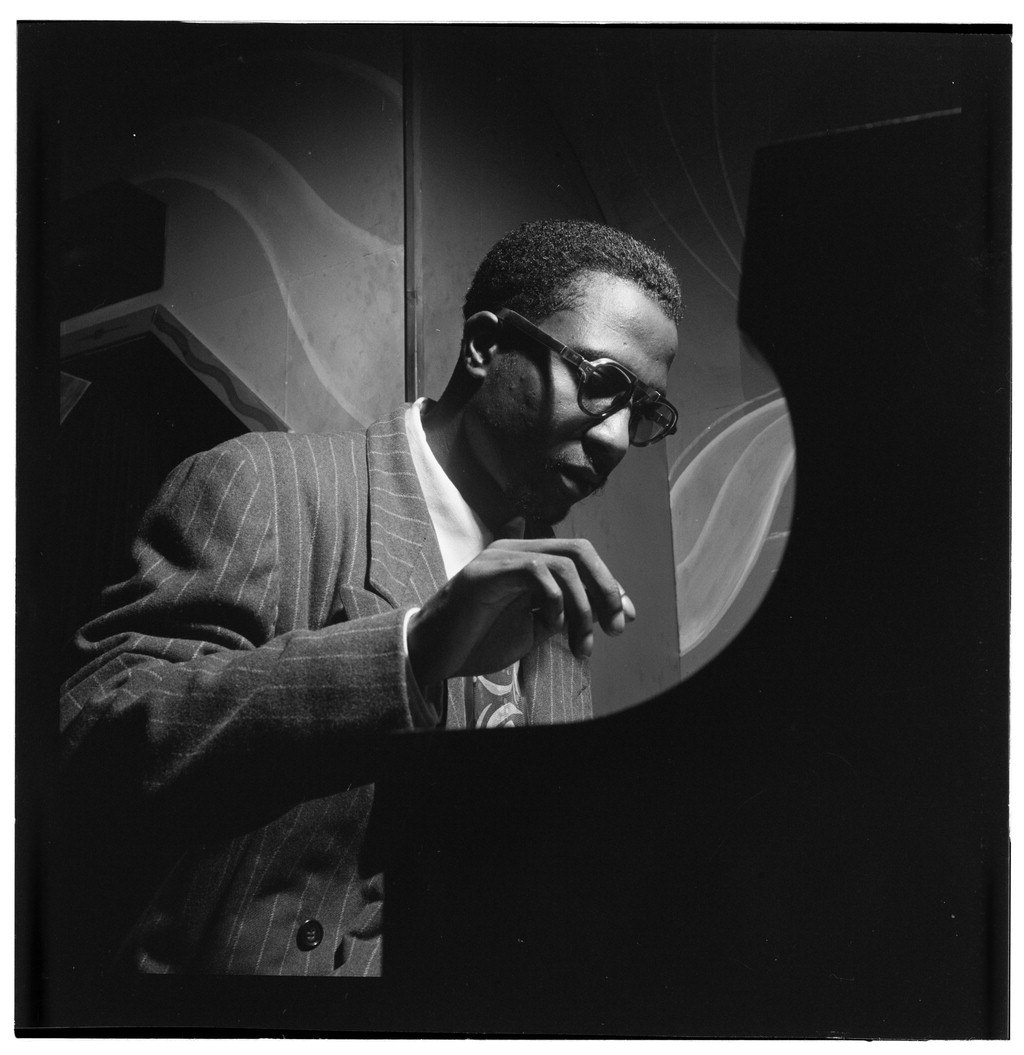
Thelonious Monk par William P. Gottlieb en 1947.

Le producteur de Blue Note Records Alfred Lion organise six sessions d'enregistrement : les 15 et 24 octobre 1947, le 21 novembre 1947, le 2 juillet 1948, le 23 juillet 1951 et le 30 mai 1952. Toutes les sessions sont enregistrées par Doug Hawkins au WOR Studios, sauf celle du 2 juillet 1948 enregistrée par Rudy Van Gelder dans son home studio.

### Sortie
À partir des cinq premières sessions, Blue Note publie deux disques 10″ : Genius of Modern Music en 1951 et Genius of Modern Music, Vol. 2 en 1952. La pochette est signée Paul Bacon.
Après que ce format tombe en désuétude, Blue Note republie les disques en 1956 en 12″, en ajoutant les enregistrements issus d'autres sessions : Genius of Modern Music, Vol. One (BLP 1510) et Genius of Modern Music, Vol. Two (BLP 1511). Reid Miles signe une de ses premières pochettes pour Blue Note.
Les deux albums sont rassemblés sur un seul CD, par ordre chronologique, et la session du 2 juillet 1948 est publiée sur Wizard of the Vibes (en) de Milt Jackson.

## Critique
Pour Rick Anderson (AllMusic), ces disques sont indispensables pour tout passionné de jazz. Monk est au mieux de sa forme, même si certains des musiciens qui l'accompagnent ne sont pas tous à la hauteur : « le jeu d'Art Blakey est correct, mais il n'a visiblement pas encore tout à fait pris la mesure du génie des compositions de Monk, et […] Sahib Shihab joue avec un son gras et gazouillant largement hors de propos ». Marc Davis (All About Jazz) surenchérit : pour lui les meilleurs morceaux sont ceux en trio, avec le piano de Monk au centre. Le jeu de Shihab est plus intéressant sur les enregistrements de 1951, et la qualité de l'enregistrement généralement meilleure sur le deuxième volume.
Ces albums figurent dans sélections discographiques,,.

## Pistes

### Première édition

#### Genius of Modern Music, Volume One– BLP 1510
| 1. | Round About Midnight | Thelonious Monk         | 21 novembre 1947 |  |
| 2. | Off Minor            | Thelonious Monk         | 24 octobre 1947  |  |
| 3. | Ruby My Dear         | Thelonious Monk         | 24 octobre 1947  |  |
| 4. | I Mean You           | Thelonious Monk         | 2 juillet 1948   |  |
| 5. | April in Paris       | Vernon Duke/Yip Harburg | 24 octobre 1947  |  |
| 6. | In Walked Bud        | Thelonious Monk         | 21 novembre 1947 |  |

| 1. | Thelonious        | Thelonious Monk              | 15 octobre 1947 |  |
| 2. | Epistrophy        | Thelonious Monk/Kenny Clarke | 2 juillet 1948  |  |
| 3. | Misterioso        | Thelonious Monk              | 2 juillet 1948  |  |
| 4. | Well, You Needn't | Thelonious Monk              | 24 octobre 1947 |  |
| 5. | Introspection     | Thelonious Monk              | 24 octobre 1947 |  |
| 6. | Humph             | Thelonious Monk              | 15 octobre 1947 |  |

#### Genius of Modern Music, Volume Two– BLP 1511
| 1. | Carolina Moon  | Benny Davis/Joe Burke      | 30 mai 1952     |  |
| 2. | Hornin' In     | Thelonious Monk            | 30 mai 1952     |  |
| 3. | Skippy         | Thelonious Monk            | 30 mai 1952     |  |
| 4. | Let's Cool One | Thelonious Monk            | 30 mai 1952     |  |
| 5. | Suburban Eyes  | Ike Quebec                 | 15 octobre 1947 |  |
| 6. | Evonce         | Ike Quebec/Idrees Sulieman | 15 octobre 1947 |  |

| 1. | Straight, No Chaser           | Thelonious Monk              | 23 juillet 1951  |  |
| 2. | Four in One                   | Thelonious Monk              | 23 juillet 1951  |  |
| 3. | Nice Work (If You Can Get It) | George Gershwin/Ira Gershwin | 24 octobre 1947  |  |
| 4. | Monk's Mood                   | Thelonious Monk              | 21 novembre 1947 |  |
| 5. | Who Knows?                    | Thelonious Monk              | 21 novembre 1947 |  |
| 6. | Ask Me Now                    | Thelonious Monk              | 23 juillet 1951  |  |

### Réédition
| 1.  | Humph                                             | Thelonious Monk              | 15 octobre 1947  |  |
| 2.  | Evonce                                            | Ike Quebec/Idrees Sulieman   | 15 octobre 1947  |  |
| 3.  | Evonce (prise alternative)                        | Ike Quebec/Idrees Sulieman   | 15 octobre 1947  |  |
| 4.  | Suburban Eyes                                     | Ike Quebec                   | 15 octobre 1947  |  |
| 5.  | Suburban Eyes (prise alternative)                 | Ike Quebec                   | 15 octobre 1947  |  |
| 6.  | Thelonious                                        | Thelonious Monk              | 15 octobre 1947  |  |
| 7.  | Nice Work (If You Can Get It)                     | George Gershwin/Ira Gershwin | 24 octobre 1947  |  |
| 8.  | Nice Work (If You Can Get It) (prise alternative) | George Gershwin/Ira Gershwin | 24 octobre 1947  |  |
| 9.  | Ruby My Dear (prise alternative)                  | Thelonious Monk              | 24 octobre 1947  |  |
| 10. | Ruby My Dear                                      | Thelonious Monk              | 24 octobre 1947  |  |
| 11. | Well, You Needn't                                 | Thelonious Monk              | 24 octobre 1947  |  |
| 12. | Well, You Needn't (prise alternative)             | Thelonious Monk              | 24 octobre 1947  |  |
| 13. | April in Paris (prise alternative)                | Vernon Duke/Yip Harburg      | 24 octobre 1947  |  |
| 14. | April in Paris                                    | Vernon Duke/Yip Harburg      | 24 octobre 1947  |  |
| 15. | Off Minor                                         | Thelonious Monk              | 24 octobre 1947  |  |
| 16. | Introspection                                     | Thelonious Monk              | 24 octobre 1947  |  |
| 17. | In Walked Bud                                     | Thelonious Monk              | 21 novembre 1947 |  |
| 18. | Monk's Mood                                       | Thelonious Monk              | 21 novembre 1947 |  |
| 19. | Who Knows                                         | Thelonious Monk              | 21 novembre 1947 |  |
| 20. | 'Round Midnight                                   | Thelonious Monk              | 21 novembre 1947 |  |
| 21. | Who Knows (prise alternative)                     | Thelonious Monk              | 21 novembre 1947 |  |

| 1.  | Four in One                     | Thelonious Monk                             | 23 juillet 1951 |  |
| 2.  | Four in One (prise alternative) | Thelonious Monk                             | 23 juillet 1951 |  |
| 3.  | Criss Cross                     | Thelonious Monk                             | 23 juillet 1951 |  |
| 4.  | Criss Cross (prise alternative) | Thelonious Monk                             | 23 juillet 1951 |  |
| 5.  | Eronel                          | Thelonious Monk/Sadik Hakim/Idrees Sulieman | 23 juillet 1951 |  |
| 6.  | Straight, No Chaser             | Thelonious Monk                             | 23 juillet 1951 |  |
| 7.  | Ask Me Now (prise alternative)  | Thelonious Monk                             | 23 juillet 1951 |  |
| 8.  | Ask Me Now                      | Thelonious Monk                             | 23 juillet 1951 |  |
| 9.  | Willow Weep for Me              | Ann Ronell                                  | 23 juillet 1951 |  |
| 10. | Skippy                          | Thelonious Monk                             | 30 mai 1952     |  |
| 11. | Skippy (prise alternative)      | Thelonious Monk                             | 30 mai 1952     |  |
| 12. | Hornin' In (prise alternative)  | Thelonious Monk                             | 30 mai 1952     |  |
| 13. | Hornin' In (prise alternative)  | Thelonious Monk                             | 30 mai 1952     |  |
| 14. | Sixteen (première prise)        | Thelonious Monk                             | 30 mai 1952     |  |
| 15. | Sixteen (seconde prise)         | Thelonious Monk                             | 30 mai 1952     |  |
| 16. | Carolina Moon                   | Benny Davis/Joe Burke                       | 30 mai 1952     |  |
| 17. | Let's Cool One                  | Thelonious Monk                             | 30 mai 1952     |  |
| 18. | I'll Follow You                 | Roy Turk/Fred E. Ahlert                     | 30 mai 1952     |  |

### Morceaux présents surWizard of the Vibes
| 10. | Evidence                          | Thelonious Monk                      | 2 juillet 1948 | 2:31 |
| 11. | Misterioso                        | Thelonious Monk                      | 2 juillet 1948 | 3:11 |
| 12. | Misterioso (prise alternative)    | Thelonious Monk                      | 2 juillet 1948 | 2:43 |
| 13. | Epistrophy                        | Thelonious Monk/Kenny Clarke         | 2 juillet 1948 | 3:05 |
| 14. | I Mean You                        | Thelonious Monk                      | 2 juillet 1948 | 2:44 |
| 15. | All the Things You Are            | Roger Hammerstein II/Jerome Kern     | 2 juillet 1948 | 2:57 |
| 16. | I Should Care                     | Axel Stordahl/Paul Weston/Sammy Cahn | 2 juillet 1948 | 3:00 |
| 17. | I Should Care (prise alternative) | Axel Stordahl/Paul Weston/Sammy Cahn | 2 juillet 1948 | 2:59 |

## Musiciens

### 15 octobre 1947
- Thelonious Monk : piano
- Idrees Sulieman : trompette
- Danny Quebec West : saxophone alto
- Billy Smith : saxophone ténor
- Gene Ramey : contrebasse
- Art Blakey : batterie

### 24 octobre 1947
- Thelonious Monk : piano
- Gene Ramey : contrebasse
- Art Blakey : batterie

### 21 novembre 1947
- Thelonious Monk : piano
- George Taitt : trompette
- Sahib Shihab : saxophone alto
- Bob Paige : contrebasse
- Art Blakey : batterie

### 2 juillet 1948
- Milt Jackson : vibraphone
- Thelonious Monk : piano
- John Simmons :  contrebasse
- Shadow Wilson : batterie

### 23 juillet 1951
- Thelonious Monk : piano
- Sahib Shihab : saxophone alto (sauf sur Ask Me Now)
- Milt Jackson : vibraphone (sauf sur Ask Me Now)
- Al McKibbon : contrebasse
- Art Blakey : batterie

### 30 mai 1952
- Thelonious Monk : piano
- Kenny Dorham : trompette
- Lou Donaldson : saxophone alto
- Lucky Thompson : saxophone ténor
- Nelson Boyd : contrebasse
- Max Roach : batterie